# Delovna učinkovitost
Delovna učinkovitost predstavlja kombinacijo delovnega potenciala (fizičnih sposobnosti, mentalnih sposobnosti, izobrazbe in delovnih izkušenj) ter značilnosti organizacije.  

## Starost in delovna učinkovitost
V večini zahodnih industrializiranih državah starost delavcev hitro narašča in ta trend naj bi se z leti le še nadaljeval. Leta 1988 je povprečna starost delavca znašala 36,5 let, leta 1996 37,5 let, leta 2006 pa že 38,5 let (OECD 2009). Raziskovalci v naslednjih letih napovedujejo porast števila starejših ljudi.
Razumevanje delovne učinkovitosti, ki je povezana s starostjo, je pomembno vprašanje predvsem v ekonomskih raziskovanjih. Ob predpostavki, da delovna učinkovitost pada s starostjo, starejši delavci predstavljajo izgubo za podjetje. Pregled raziskav je pokazal, da naj bi  imela povezava med delovno učinkovitostjo in starostjo obliko obrnjene u-krivulje. Posamezniki v 30ih in 40ih letih naj bi bili najbolj učinkoviti pri delu. Posamezniki po 50. letu pa naj bi kazali manjšo delovno učinkovitost, kljub njihovim (po navadi) višjim plačam.

### Razlogi za višanje starosti pri delu
Razlogov za višanje starosti je mnogo. Prvi se nanaša na starostno mejo upokojitve, ki se je v večini zahodnih držav le še dvignila. Prav tako napovedujejo še dodaten dvig v naslednjih letih. Poleg tega se je zmanjšala tudi delovna aktivnost mladih od 15. do 24. leta med letoma 1987 in 2007 (v ZDA s 56 % na 45 % in v Evropi z 68 % na 59 %). Kot tretji razlog pa avtorji navajajo nizko rodnost, ki je zmanjšala delež mlajših delovnih generacij .

#### Starost in kognitivne sposobnosti
Mnogo dokazov kaže na upad kognitivnih sposobnosti s starostjo. Verhaegen in Salthouse (1997) sta v metaanalizi opisala, kako se kognitivne sposobnosti spreminjajo skozi celotno življenje. Rezultati kažejo, da za delo pomembne kognitivne sposobnosti, kot so sklepanje, hitrost in epizodični spomin, pomembno upadejo po 50 letu. Upad mentalnih sposobnosti v odraslosti je univerzalen fenomen. Ta proces je podoben tako pri moških kot pri ženskah pa tudi med različnimi državami. Poleg tega velja še, da posamezniki z nižjimi sposobnostmi gredo skozi podobne kognitivne spremembe kot posamezniki z višjimi kognitivnimi sposobnostmi.

#### Izušnje in učenje
Upad kognitivnih sposobnosti lahko nadomestimo z izkušnjami in učenjem. Warr (1994) je predlagal razvrstitev poklicev, glede na to, ali se v starosti povečuje ali zmanjšuje učinkovitost. Tu se delovna mesta razlikujejo glede na to, ali zmanjšanje kognitivne zmogljivosti z/ali brez dolgoletnih izkušenj, vpliva na delovno uspešnost. Salthouse (1984) je uporabil primer delovnega mesta pisca pisalnega stroja. Tukaj izkušnje omilijo vpliv kognitivnega upada. Povzema, da starejši pisci na pisalni stroj uporabljajo bolj učinkovite strategije dela in zato delujejo enako učinkovito kot njihovi mlajši kolegi, kljub zmanjšani hitrosti. Delovne izkušnje torej lahko povečajo delovno učinkovitost.

#### Kognitivne sposobnosti, produktivnost in plače
Testi, ki merijo duševne sposobnosti, so najboljši napovednik delovne učinkovitosti. Currie in Thomas (1999) in Tyler idr. (2000) so ugotovili, da duševne sposobnosti v otroštvu napovedujejo plačo v odraslosti. Tudi drugi raziskovalci ugotavljajo podobno. Longitudinalne (vzdolžne) raziskave so nakazale na visoko korelacijo med preizkusi in plačami skozi čas. Murname idr. (1995) so odkrili pomembno povezavo med matematičnimi preizkusi na koncu srednje šole in plačami v odraslosti (v ZDA).

### Merjenje učinkovitosti v različnih starostih
Raziskave, kjer produktivnost merijo oziroma ocenjujejo nadzorniki ali nadrejeni, običajno ne najdejo nobene jasne sistematične povezave med starostjo zaposlenega in njegovo učinkovitostjo. Waldman in Avolio (1986) sta v metaanalizi, ki temelji na 18 vzorcih ocenjevanja delovne uspešnosti s strani nadzornikov, ugotovila rahlo negativen vpliv starosti na delovno uspešnost. Glavna pomanjkljivost pri ocenjevanju delovne uspešnosti s strani nadzornikov je ta, da mnogokrat nagrajujejo delavce na podlagi dosežkov v preteklosti. To lahko vpliva na oceno starejših delavcev in na napake v rezultatih. 
Drugi način za merjenje učinkovitosti je merjenje kvalitete in kvantitete delavčevega dela. Raziskave, ki temeljijo na tem pristopu, kažejo na nižjo produktivnosti v starosti. Mark (1957) in Kutscher in Walker (1960) so ugotovili, da delavci, ki sortirajo pošto in pisarniški delavci ohranijo visoko stopnjo produktivnosti tudi pri višjih starostih, medtem ko je produktivnost delavcev v tovarnah padla že po 55. letu. Raziskava iz Ameriškega ministrstva za delo (1957) je ugotovila, da gre za povečanje učinkovitosti dela do 35. leta starosti, potem pa opazimo vztrajen upad.
Učinkovitost pri posameznikih, ki delajo v ustvarjalnih službah, merijo nekoliko drugače. Stephan in Levin (1988) sta preučevala raziskovalce na področju fizike, geologije, psihologije in biokemije. Število publikacij je veljalo kot standard delovne učinkovitosti. Ugotovila sta nizko negativno povezavo med starostjo in učinkovitostjo. Miller (1999) se je ukvarjal z raziskovanjem umetnikov. Analiziral je število slik, albumov in knjig 739 slikarjev, 719 glasbenikov in 229 pisateljev. Ugotovil je, da so najpogosteje ustvarjali v 30-ih in 40-ih letih, pri čemer to ni veljalo za ženske pisateljice, ki so bile najbolj dejavne pri svojih 50-ih letih.
Tretji način merjenja produktivnosti se nanaša na posameznikovo dodano vrednost za organizacijo. Te podatke dobimo s pomočjo informacije o višini plače zaposlenega. Gre za to, ali se ocene produktivnosti razlikujejo glede na višino plač. Vendar pa je glavni izziv tega pristopa, da izolira vpliv starosti zaposlenih od drugih vplivov na podjetje. Prav tako zahteva visoko kakovostne vzdolžne podatke o podjetju in individualne značilnosti delavcev.

### Odnos med starostjo in delovno učinkovitostjo
Številne raziskave kažejo, da je odnos med starostjo in delovno učinkovitostjo zelo odvisen od  tega, katere dimenzije učinkovitosti preiskujemo. Splošno je znano, da večina dimenzij delovne učinkovitosti, ki so povezane s fizično zmogljivostjo, upada s starostjo.
Ko govorimo o delovni učinkovitosti, torej lahko izpostavimo tri glavne atribute:
1. fizične sposobnosti
2. sposobnost prilagajanja/adaptacije
3. splošna delovna učinkovitost

Tako fizične sposobnosti kot tudi sposobnost prilagajanja se s starostjo nekoliko nižajo (vendar z velikimi medosebnimi razlikami), za splošno delovno učinkovitost pa naj bi veljalo, da bi naj ostala stabilna s starostjo. Razlog bi lahko bil ta, da se  v poklicih, kjer morejo delavci opravljati intelektualno delo, starost ne povezuje tako z delovno učinkovitostjo kot v poklicih, kjer je zahtevno fizično delo.
Mnogo raziskav je ugotovilo, da gre za upad učinkovitosti vsaj po starosti 30 do 35 let, za psihološko delovanje pa je slika mešana. Ravno tukaj so nekatere raziskave pokazale, da gre za pozitiven odnos med starostjo in delovno učinkovitostjo. Ker ima vsako podjetje specifične zahteve v zvezi s spretnostmi in znanjem svojih zaposlenih, ti rezultati nakazujejo, da se učinki staranja delovne sile na produktivnost verjetno precej razlikujejo med podjetji. 
Pregled raziskav je pokazal, da naj bi  imela povezava med delovno učinkovitostjo in starostjo obliko obrnjene U-krivulje. Posamezniki v 30ih in 40ih letih naj bi bili najbolj učinkoviti pri delu. Posamezniki po 50. letu pa naj bi kazali manjšo delovno učinkovitost, kljub njihovim (po navadi) višjim plačam. Tako sta tudi Goebel in Zwick (2009) ugotovila, da se produktivnost poveča, če imajo velik delež zaposlenih do starosti 50-55 let in se le nekoliko zmanjša kasneje. Veliki standardni odkloni kažejo na pomembne razlike v profilu starostne produktivnosti med ustanovami v gospodarstvu. Ta ugotovitev je v skladu z medicinskimi raziskavami, ki kažejo, da so starostni profili učinkovitosti odvisni od posamezne vrste dela. Druga razlaga bi lahko bila, da morda obstajajo pomembne razlike v načinu, kako podjetja poskušajo preprečiti morebitne negativne učinke staranja ali izkoriščajo posebne sposobnosti in izkušnje starejših delavcev.
Walker (1964) je opazoval mnogo delavcev v pošti, ki so sortirali pošiljke in za katere je veljalo, da so bili z naraščajočo starostjo bolj učinkoviti. De la Mare in Shepherd (1958) pa sta raziskovala delo v britanski tovarni čevljev in ugotovila, da starejši delavci sicer delajo počasneje, vendar so njihovi izdelki veliko bolj kvalitetni kot izdelki mlajših (vsaj do starosti 60ih let).
Pomembno je, da se zavedamo, da vsi aspekti delovne učinkovitosti ne upadajo s starostjo. Obstaja mnogo delovnih aktivnosti, pri katerih igra starost pomembno prednost. Ta pozitivna perspektiva se pojavi kot nasprotje mnogim laboratorijskim raziskavam, ki merijo kognitivne procese. Te raziskave se osredotočajo na maksimalno intelektualno delovanje v relativno kompleksnih situacijah, pogosto v novih, neznanih situacijah, kjer hitrost odgovora igra pomembno vlogo. Obnašanje na delovnem mestu pa pogosto ne sledi tem značilnostim. Uspeh je v mnogih službah bolj povezan z motivacijskimi in medosebnimi faktorji kot pa s strogo kognitivnim delovanjem. Ljudje se razlikujejo glede na to kakšen pristop imajo do dela, kako načrtujejo, kombinirajo različne aktivnosti in katerim dejavnostim dajejo prednost.

#### Razlogi za upad delovne učinkovitosti s starostjo
Upad lahko pričakujemo pri poklicih, kjer se vsebina dela velikokrat spreminja, tako da prej pridobljeno znanje in izkušnje ne igrajo velike vloge. Dalton in Thompson (1971) sta poročala, da se je delovna uspešnost pri inženirjih, ki so bili stari 40 ali več let, znižala takrat, ko je njihovo tehnično znanje postalo zastarelo. Ta proces bi lahko opisali s pomočjo negativne spirale: starejši inženir, ki mu manjka ustrezno znanje, dobi mnogo lažja dela in naročila. Tako postane še manj motiviran za učenje in pridobivanje novega znanja, kar vodi do slabše opravljenega dela in pogostejših obupov.
Negativen odnos med starostjo in učinkovitostjo je lahko tudi posledica tega, da starejši delavci potrebujejo več priložnosti za učenje. Torej to ni nekaj nespremenljivega in fiksnega. V večini organizacij je trening usmerjen na mlajše delavce. To je lahko posledica mišljenja nadrejenih, da bodo imeli več finančne koristi od mlajših delavcev, saj bodo dlje časa ostali v organizaciji kot starejši. Lahko pa pride tudi to tega, da je starejše delavce strah pred spremembami in novimi treningi, zato se jih izogibajo. Če pa se že naučijo nove spretnosti, imajo večje zadržke pred tem, da bi jih dejansko uporabili.

#### Samoizpolnjujoča prerokba
Mnogokrat bi lahko govorili o samoizpolnjujoči prerokbi: starejši delavci v organizaciji bi naj bili res nekoliko manj prilagodljivi, vendar mnogokrat sploh ne dobijo pomoči da bi se to spremenilo. Tako ostajajo takšni kot so, negativni stereotipi pa se le še krepijo. Potrebno je zagotoviti delovno okolje, v katerem bi spodbujali učenje in napredek ravno pri starejših delavcih. Organizacije bi morale spodbujati starejše delavce pri delu z novimi in zahtevnimi deli in jim omogočiti izobraževanja in treninge, ki so jim prilagojeni. Tehnike učenja, ki so uspešne pri mlajših delavcih, pogosto niso tako ustrezne za delo s starejšimi delavci.

#### Plačilni razredi glede na starost
Analiza plač, ki jih je naredil OECD, kaže, da za 17 od 19 držav (Avstralija, Kanada, Danska, Finska, Francija, Nemčija, Irska, Italija, Japonska, Mehika, Nizozemska, Nova Zelandija, Norveška, Portugalska, Švedska, Švica, ZDA, Češka in Velika Britanija), da imajo ljudje najvišjo bruto plačo med 45-54 leti (OECD 1998). Plače se z leti višajo, dosežejo vrh in se nato za malenkosti znižajo v zadnjih letih pred upokojitvijo.
25- do 29-letniki v povprečju zaslužijo 0,72 od tega, kar zaslužijo 45- do 54-letniki, medtem ko 55- do 64-letniki zaslužili 0,91 od tega, kar so zaslužili 44-do 54-letniki.
Starostne razlike v plačah se povečajo še s stopnjo izobrazbe (OECD 1998). Za posameznike z manj kot srednješolsko izobrazbo, 25- do 29-letniki zaslužijo 0,81 tega, kar zaslužijo 45- do 54-letniki, medtem ko 25- do 29 letniki z univerzitetno izobrazbo zaslužijo le 0,53 zaslužka 45- do 54-letnikov.